# Emilie Louise Frey
Emilie Louise Frey (Bazel, 8 juni 1869 - aldaar, 22 mei 1937) was een Zwitsers arts. Ze was de eerste vrouwelijke studente aan de Universiteit van Bazel.

## Biografie
Emilie Louise Frey was een dochter van Eduard Frey en van Emilie Stampfer. Ze had 16 broers en zussen. Ze vestigde zich in Zürich en volgde er van 1887 tot 1890 les aan de geneeskundige afdeling van de meisjesnormaalschool. Na een beslissing van de Regeringsraad van Basel-Stadt werd ze op 21 april 1890 de eerste vrouwelijke student aan de Universiteit van Bazel, en dat tegen de zin van de meerderheid van het onderwijzend personeel van de universiteit. In 1895 slaagde ze voor de geneeskundige examens en in 1896 behaalde ze een doctoraat met een proefschrift over de pathologische evolutie van rachitis. Vervolgens opende ze een dokterspraktijk in haar ouderlijke woning in de Bazelse wijk Sankt-Alban, waar ze veertig jaar zou werken.